# Sparaxis parviflora
Sparaxis parviflora är en irisväxtart som först beskrevs av Gwendoline Joyce Lewis, och fick sitt nu gällande namn av Peter Goldblatt. Sparaxis parviflora ingår i släktet Sparaxis och familjen irisväxter. Inga underarter finns listade i Catalogue of Life.